# NGC 480
NGC 480 ist eine Spiralgalaxie vom Hubble-Typ Sa im Sternbild Walfisch südlich der Ekliptik. Sie ist schätzungsweise 576 Millionen Lichtjahre von der Milchstraße entfernt und hat einen Durchmesser von etwa 85.000 Lj. 

Im selben Himmelsareal befindet sich u. a. die Galaxie NGC 481.
Das Objekt wurde im Jahr 1886 vom US-amerikanischen Astronomen Francis Preserved Leavenworth entdeckt.